# Aragóniai Alfonz ciprusi királyi herceg
Aragóniai Alfonz (1460 – 1510), olaszul: Alfonso d'Aragona, franciául: Alphonse d'Aragon, görögül: Αλφόνς της Αραγωνίας, örményül: Ալֆոնս Արագոնացու, latinul: Alphonsus Aragonensis, Princeps Galilaeae et episcopus Teatis, 1473-tól ciprusi királyi herceg, I. Ferdinánd nápolyi király házasságon kívül született fia, Aragóniai Beatrix magyar királyné öccse és ezzel együtt Hunyadi Mátyás, valamint II. Ulászló magyar királyok sógora. I. Sarolta ciprusi királynő örökbe fogadott fia. Galilea címzetes hercege, ciprusi trónkövetelő, Chieti választott püspöke 1488-tól 1496/1497-ig, de sohasem szentelték püspökké.

## Élete
Édesapja I. Ferdinánd nápolyi királynak ismeretlen nevű és származású úrnővel folytatott házasságon kívüli kapcsolatából származó fia volt. 
I. Sarolta ciprusi királynő örökbe fogadott fia. Sarolta királynő csak egyetlen fiút szült, Hugó (Henrik) herceget 1464-ben, aki azonban a születése után nem sokkal meghalt.  Mivel több gyermeke nem született, így a bátyja, II. (Fattyú) Jakab által trónfosztott királynőnek elég kis reménye maradt visszatérni Ciprusra a trónöröklés megoldatlansága miatt. Éppen ezért támogatás fejében 1473-ban örökbe fogadta I. Ferdinánd nápolyi királynak, Aragóniai Beatrix magyar királyné apjának számos házasságon kívül született gyermekei közül Alfonzot, és 1473 áprilisában eljegyezte trónbitorló bátyjának, II. (Fattyú) Jakabnak egyik házasságon kívül született lányával, Lusignan Karolával (1468–1480), hogy a dinasztia folytonossága fennmaradjon, és így látogatta meg Ciprus hűbérurát az egyiptomi szultánt, hogy hozzájáruljon a trónváltozáshoz és Sarolta visszatéréséhez. Kairóban találkozott a királynő al-Asraf Kájitbáj szultánnal 1473-ban, ahova elkísérte a mostohafia és örököse, Alfonz is. A szultán elviekben támogatásáról biztosította Saroltát, és nem zárkózott el Sarolta újbóli trónra ültetésétől, de amíg a királynő unokahúga nem volt Sarolta kötelékében, addig nem lehetett a tervet végrehajtani. Sarolta királynő ellenfelei pedig gondoskodtak róla, hogy ebből a házasságból ne legyen semmi, és a kislány padovai fogságban halt meg 1480-ban.
Alfonz 1473-tól 1487-ig Kairóban maradt, míg Sarolta visszatért Európába.
Karola halála (1480) után felmerült a házasságkötés lehetősége Alfonz és I. Sarolta királynő özvegy sógornője, Cornaro Katalin ciprusi királynő között, de ez az eshetőség Velence ellenkezése miatt megbukott. Végül Sarolta királynő a már politikailag előnytelenné vált fiának a trónöröklését ejtette, és újra a férjének a családjához, a Savoyai-dinasztiához közeledett, és 4300 aranyforint évjáradék fejében 1485-ben a halálát követően az unokaöccsének, Savoyai Károlynak, Savoyai Anna tarantói hercegné (IV. Frigyes nápolyi király első felesége) öccsének kínálta fel a ciprusi királyi címet, aki a nagyanyja, Lusignan Anna (Sarolta királynő nagynénje) révén szintén a ciprusi királyoktól származott.
Alfonz Sarolta halálának (1487) évében elhagyhatta Egyiptomot, és 1488. február 28-ától 1496 november 16-áig Chieti püspöke volt. 1510-ben, az 1489-ben trónfosztott ciprusi királynővel, Cornaro Katalinnal egy évben halt meg, akinek a lemondatása után Ciprus elvesztette a függetlenségét, és közvetlen velencei uralom alá került, amikor is a szigeten felszámolták a királyságot és a Lusignan-dinasztia uralmát.